# Where Ya Hood At Part 2
Where Ya Hood At Part 2 to wydany w 2003 roku mixtape DJ-a Clue. Jest to drugi mixtape z serii "Where Ya Hood At". Wystąpili na nim między innymi DMX, The Lox, G-Unit i Ja Rule. Płyta zawiera remiks słynnego utworu DMX-a "Where the Hood At", na którym wystąpili również The Lox, Eve i Drag-On.

## Lista utworów
1. "Where Your Hood At? (Remix)" (DMX ft. Drag-On, Eve & The Lox)
2. "Ten Hut" (Sheek Louch ft. Jadakiss)
3. "Fire (Remix)" (Joe Budden ft. Fabolous & Paul Cain)
4. "Shot Down" (DMX ft. 50 Cent & Styles P)
5. "Freestyle" (Fabolous)
6. "Freestyle" (Busta Rhymes)
7. "Freestyle (Desert Storm)" (Stack Bundles)
8. "Crown" (Ja Rule)
9. "Freestyle" (Sheek Louch)
10. "Guns for Sale" (50 Cent ft. G-Unit)
11. "Freestyle" (A-Team)
12. "My" (Loon ft. Red Cafe & Main-O)
13. "Fall Back" (Busta Rhymes ft. Fabolous & Lloyd Banks)
14. "Hood At 2 Freestyle" (Jadakiss & Sheek Louch)
15. "Freestyle" (Fabolous)
16. "Streets Of NY" (Alicia Keys ft. Nas & Rakim)
17. "Down for Me" (Loon ft. Mario Winans)
18. "Lay Ya Ass Down" (50 Cent ft. Lloyd Banks & Young Buck)
19. "De Pi Da De" (J-Hood)
20. "Duck" (Caddillac Tah ft. Ja Rule)
21. "We Got Those" (Gravy ft. Juelz Santana & J.R. Writer)
22. "Arliss Thing" (Team Arliss)
23. "Freestyle" (Coke)
24. "Freestyle (So So Def)" (Jermaine Dupri & Daz Dillinger)
25. "Freestyle" (Stack Bundles)
26. "Freestyle" (A-Team)